# شیروکی پریلوک
شیروکی پریلوک (به لاتین: Shiroky Priluk) یک منطقهٔ مسکونی در روسیه است که در استان آرخانگلسک واقع شده‌است.